# Stylaster boschmai
Stylaster boschmai is een hydroïdpoliep uit de familie Stylasteridae. De poliep komt uit het geslacht Stylaster. Stylaster boschmai werd in 1965 voor het eerst wetenschappelijk beschreven door Eguchi. 